# Міклош Іжо
Міклош Іжо (угор. Izsó Miklós; 9 вересня 1831, Боршод-Абауй-Земплен — 29 травня 1875, Будапешт) — угорський скульптор, один з видатних представників угорської національної скульптури XIX століття.

## Біографія
Міклош Іжо народився 9 вересня 1831 року. У 1848 році сімнадцятирічний Міклош був активним учасником революції 1848—1849 років в Угорщині. Був поранений. Скульптор створив образи вождів революції (Лайош Кошут, Шандор Петефі, Ю. Бем, Лайош Баттяні, Вашварі, Міхай Танчич, які увійшли згодом в галерею створених скульптором портретів.
Після придушення повстання Міклош Іжо жив у вигнанні. З 1851 по 1856 роки він під керівництвом скульптора Іштвана Ференці навчався різьбі по каменю в м. Рімавська Собота (нині Словаччина).
У 1856 році переїхав до Пешту. За підтримки молодих письменників, художників і музикантів, вирушив до Відня, де працював у скульптурній майстерні Г. Гассер і Мюнхен. З 1859 року навчався у Віденській академії образотворчих мистецтв.

## Творчість

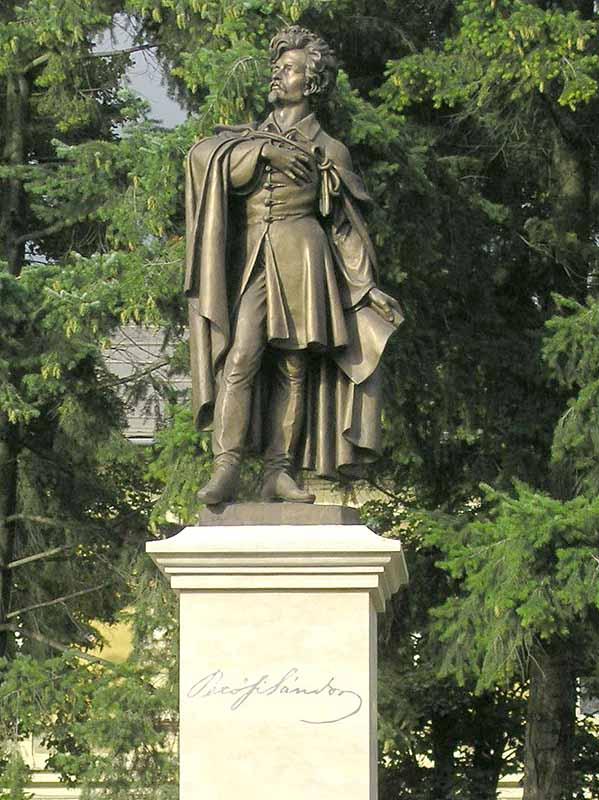
Пам'ятник Шандор Петефі в Римавска-Собота

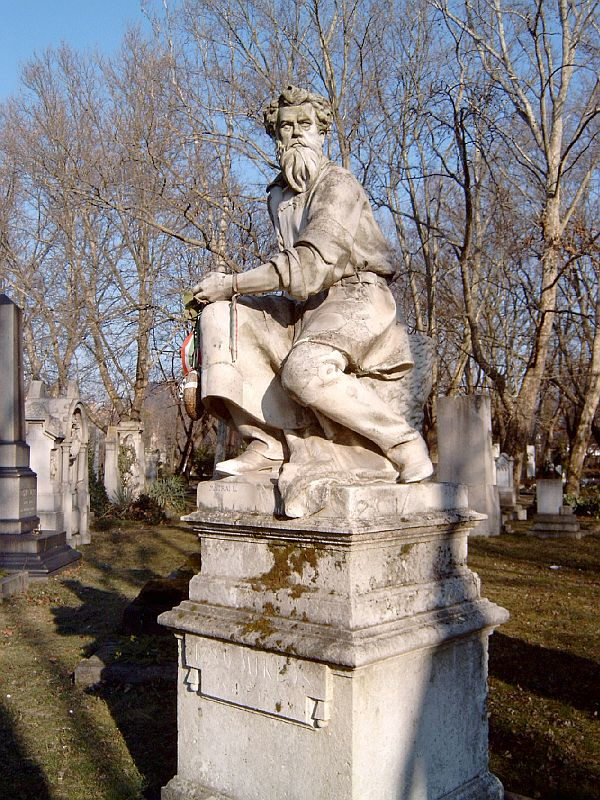
Пам'ятник на могилі Міклоша Іжо в Будапеште

Творче життя скульптора Міклоша Іжо було коротким.
Після повернення в Угорщину в 1862 році, створив цикл бюстів своїх сучасників (Я. Аран, Б. Егреші, А. Фай, І. Зріньї і ін.).
Скульптури угорського митця виконані у стилі класицизму. Йому належать три великих пам'ятника, в тому числі Шандору Петефі в Будапешті, численні портрети видатних людей Угорщини, більше сорока жанрових скульптурних груп і окремих фігур.
Передчасна смерть від туберкульозу перервала життя скульптора

## Галерея

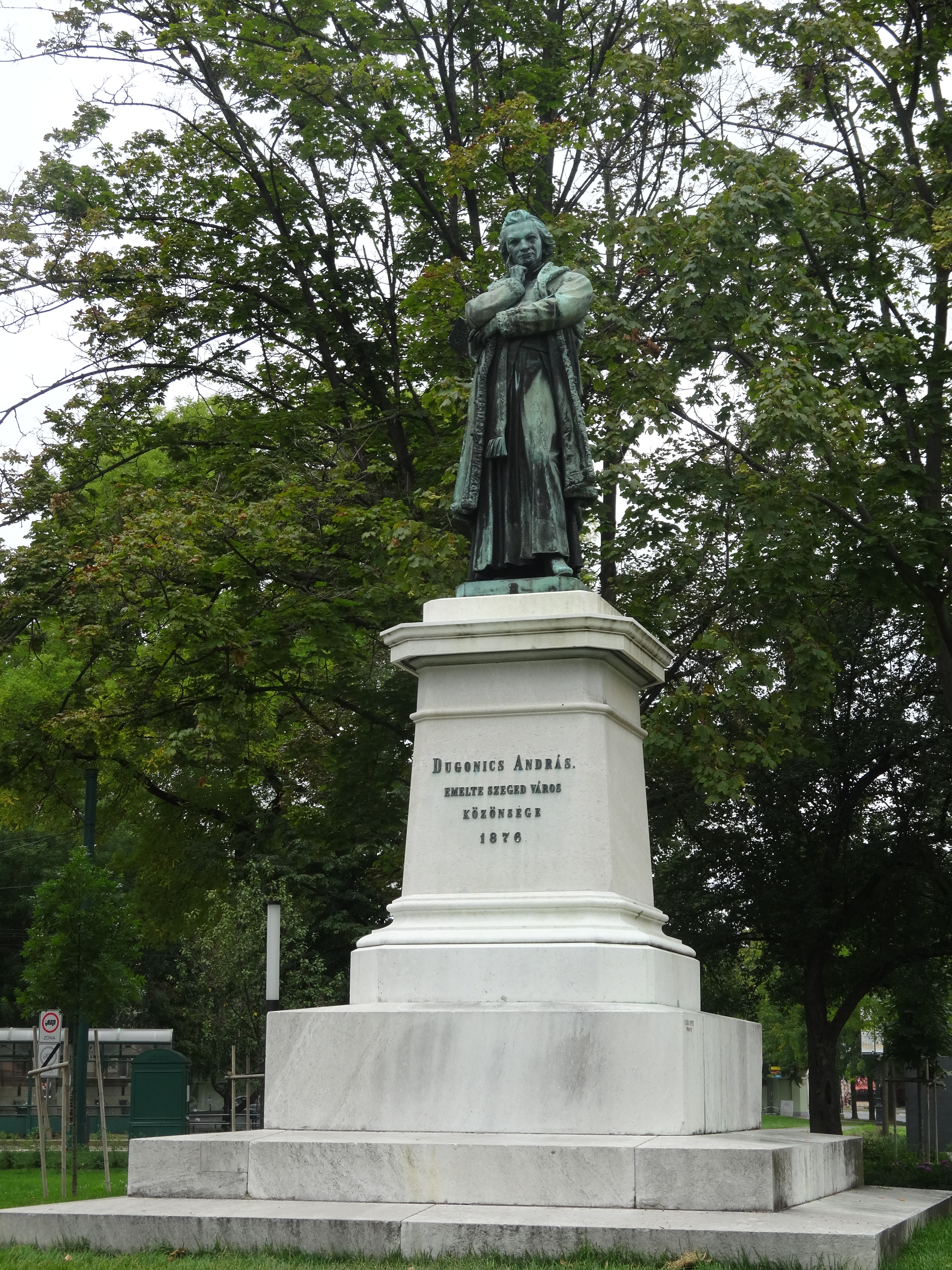
Пам'ятник письменнику Андрашу Дугоничу